# Lista de prefeitos de Florianópolis
Esta é uma lista dos prefeitos de Florianópolis, capital do estado de Santa Catarina. (incluindo os que ocuparam o cargo interinamente). 
No Brasil, uma prefeitura é a sede do poder executivo do município (semelhante à câmara municipal, em Portugal). Esta é comandada por um prefeito e dividida em secretarias de governo, como educação, saúde ou meio ambiente. O termo prefeitura também pode designar o prédio onde está instalada a sede do governo municipal, também chamado de paço municipal onde geralmente se localiza o gabinete do prefeito. 
A lei nº374, de 29 de novembro de 1898, reorganizou o poder municipal, criando o cargo de prefeito e introduzindo o vice-prefeito. Ambos eram primeiramente vereadores escolhidos pela Câmara Municipal em eleição anual e depois passaram a ser escolhidos pelo povo, sistema que perdurou até 1930 com uma interrupção entre 1911 e 1917. Com essa lei, recuperou o município de São Paulo a autonomia que lhe vinha desde os tempos coloniais.
Em 1905, cria-se a figura do "intendente geral" e é instituída a "intendência municipal". Não mais há a coincidência entre os dois cargos, o de intendente e o de presidente da Câmara. No entanto, ao mesmo tempo em que os membros da câmara municipal – e, portanto, indiretamente o presidente da Câmara - são eleitos pelo povo, o intendente geral continua a ser apontado pelo presidente de cada estado.
Durante a Era Vargas, houve o predomínio de prefeitos nomeados pelo governo provisório, interventores federais, ou governadores militares. Mesmo com o fim do Estado Novo em 1945, a política de nomeação continuou até 1953, quando se deram as primeiras eleições paulistanas por sufrágio universal: retirava-se Florianópolis da lista de "bases ou portos militares de excepcional importância para defesa externa do País" presentes na lei nº 121 de 22 de outubro de 1947, e, assim, anulava-se a impossibilidade constitucional do voto popular.
Entre 1969 e 1986, com a aprovação do Ato Institucional Número Três, exerceram o cargo principalmente prefeitos que, após serem nomeados pelos governadores estaduais, necessitavam de aprovação da Assembleia Legislativa: eram popularmente apelidados de "biônicos". Com a redemocratização, tornaram a ser escolhidos em eleições diretas os prefeitos da capital catarinense.

## Intendentes, superintendentes e prefeitos (1889-1946)
Legenda
| Cor    | Significado                                                                                  |
| ------ | -------------------------------------------------------------------------------------------- |
| Verde  | Mandatários titulares eleitos por votação direta                                             |
| Marrom | Vice-prefeito em exercício                                                                   |
| Azul   | Mandatários eleitos indiretamente, ou representantes do Poder Legislativo e Poder Judiciário |
| Bege   | Mandatários nomeados diretamente pelo governo central                                        |

| Nº | Nome                                | Nome                           | Imagem | Partido                 | Início do mandato       | Fim do mandato                                                                                          | Observações                                  |
| 1  |                                     | Eliseu Guilherme da Silva      |        | PRC                     | 15 de novembro de 1889  | 7 de janeiro de 1890                                                                                    | Prefeito (presidente da Intendência) nomeado |
| 2  | João Francisco Régis Júnior         |                                | PRC    | 8 de janeiro de 1890    | 22 de março de 1890     | Prefeito (presidente da Intendência) nomeado                                                            |                                              |
| 3  | João Martins Barbosa                |                                | PRC    | 23 de março de 1890     | 30 de julho de 1890     | Prefeito (presidente da Intendência) nomeado                                                            |                                              |
| 4  | Gustavo Richard                     |                                | PRC    | 31 de julho de 1890     | 4 de novembro de 1890   | Prefeito (presidente da Intendência) nomeado                                                            |                                              |
| 5  | Emílio Blum                         |                                | PRC    | 5 de novembro de 1890   | 10 de fevereiro de 1891 | Prefeito (presidente da Intendência) nomeado                                                            |                                              |
| 6  | Francisco da Silva Ramos            |                                | PRC    | 11 de fevereiro de 1891 | 5 de março de 1891      | Prefeito interino                                                                                       |                                              |
| —  | Emílio Blum                         |                                | PRC    | 6 de março de 1891      | 13 de março de 1891     | Prefeito interino                                                                                       |                                              |
| —  | Raulino Horn                        |                                | PRC    | 14 de março de 1891     | 22 de junho de 1891     | Prefeito interino                                                                                       |                                              |
| 7  | Antônio Pereira da Silva e Oliveira |                                | PRC    | 23 de junho de 1891     | 7 de outubro de 1891    | Prefeito (presidente da Intendência) nomeado                                                            |                                              |
| 8  | João Custódio Fonseca               |                                | PRC    | 8 de outubro de 1891    | 2 de dezembro de 1891   | Vice-prefeito (vice-presidente da Intendência) nomeado ao cargo de prefeito (presidente da Intendência) |                                              |
| —  | Antônio Pereira da Silva e Oliveira |                                | PRC    | 3 de dezembro de 1891   | 30 de dezembro de 1891  | Prefeito interino                                                                                       |                                              |
| 9  | Francisco da Silva Ramos            |                                | PRC    | 31 de dezembro de 1891  | 24 de novembro de 1892  | Prefeito (presidente da Intendência) nomeado pelo governo estadual                                      |                                              |
| —  | Martinho José Callado e Silva       |                                | PRC    | 24 de novembro de 1892  | 31 de dezembro de 1892  | Prefeito interino (Vice-Presidente da Intendência)                                                      |                                              |
| 10 | Germano Wendhausen                  |                                | PRC    | 1º de janeiro de 1893   | 8 de novembro de 1893   | Vice-prefeito (vice-presidente da Intendência) nomeado ao cargo de prefeito                             |                                              |
| 11 | Antônio Pereira da Silva e Oliveira |                                | PRC    | 8 de novembro de 1893   | 25 de julho de 1894     | Prefeito nomeado pelo governo estadual                                                                  |                                              |
| 12 | Henrique Monteiro de Abreu          |                                | PRC    | 26 de julho de 1894     | 31 de dezembro de 1898  | prefeito (superintendente) eleito pela câmara municipal                                                 |                                              |
| 13 | Raulino Horn                        |                                | PRC    | 1º de janeiro de 1899   | 28 de abril de 1899     | Prefeito (superintendente) nomeado pelo governo estadual                                                |                                              |
| 15 | Sebastião Catão Callado             |                                | PRC    | 29 de abril de 1899     | 9 de outubro de 1899    | Prefeito (superintendente) nomeado pelo governo estadual                                                |                                              |
| 16 | Raulino Horn                        |                                | PRC    | 10 de outubro de 1899   | 13 de outubro de 1899   | Prefeito (superintendente) interino                                                                     |                                              |
| —  | Emílio Blum                         |                                | PRC    | 14 de outubro de 1899   | 9 de janeiro de 1900    | Prefeito interino (superintendente substituto)                                                          |                                              |
| 17 | Raulino Horn                        |                                | PRC    | 10 de janeiro de 1900   | 6 de novembro de 1901   | Prefeito (superintendente) nomeado pelo governo estadual                                                |                                              |
| 18 | Emílio Blum                         |                                | PRC    | 6 de novembro de 1901   | 25 de dezembro de 1901  | Vice-prefeito (superintendente substituto) nomeado ao cargo de prefeito (superintendente)               |                                              |
| 19 | Francisco Campos da Fonseca Lobo    |                                | PRC    | 26 de dezembro de 1901  | 3 de novembro de 1902   | Prefeito (superintendente) nomeado pelo governo estadual                                                |                                              |
| 20 | Antônio Pereira da Silva e Oliveira |                                | PRC    | 4 de novembro de 1902   | 1º de junho de 1906     | Prefeito (superintendente) nomeado pelo governo estadual                                                |                                              |
| 21 | João Pedro de Oliveira Carvalho     |                                | PRC    | 1º de junho de 1906     | 19 de junho de 1906     | Prefeito (superintendente) nomeado pelo governo estadual                                                |                                              |
| 22 | Germano Wendhausen                  |                                | PRC    | 20 de junho de 1906     | 19 de novembro de 1906  | Vice-prefeito (superintendente substituto) nomeado ao cargo de prefeito (superintendente)               |                                              |
| 23 | Antônio Pereira da Silva e Oliveira |                                | PRC    | 20 de novembro de 1906  | 17 de julho de 1907     | Prefeito (superintendente) nomeado pelo governo estadual                                                |                                              |
| 24 | Eduardo Otto Horn                   |                                | PRC    | 18 de julho de 1907     | 6 de outubro de 1907    | Vice-prefeito (superintendente substituto) nomeado ao cargo de prefeito (superintendente)               |                                              |
| 25 | Antônio Pereira da Silva e Oliveira |                                | PRC    | 7 de outubro de 1907    | 28 de outubro de 1911   | Prefeito (superintendente) nomeado pelo governo estadual                                                |                                              |
| 26 | José Bueno Vilela                   |                                | PRC    | 28 de outubro de 1911   | 30 de outubro de 1911   | Vice-prefeito (superintendente substituto) nomeado ao cargo de prefeito (superintendente)               |                                              |
| 27 | Gustavo Lebon Régis                 |                                | PRC    | 31 de outubro de 1911   | 1º de fevereiro de 1912 | Prefeito (superintendente) nomeado pelo governo estadual                                                |                                              |
| 28 | Dorval Melquíades de Sousa          |                                | PRC    | 2 de fevereiro de 1912  | 9 de fevereiro de 1912  | Prefeito (superintendente) nomeado pelo governo estadual                                                |                                              |
| 29 | Gustavo Lebon Régis                 |                                | PRC    | 10 de fevereiro de 1912 | 3 de março de 1912      | Prefeito (superintendente) nomeado pelo governo estadual                                                |                                              |
| 30 | Henrique Rupp Júnior                |                                | PRC    | 4 de março de 1912      | 18 de abril de 1912     | Vice-prefeito (superintendente substituto) nomeado ao cargo de prefeito (superintendente)               |                                              |
| 31 | Gustavo Lebon Régis                 |                                | PRC    | 19 de abril de 1912     | 22 de abril de 1912     | Prefeito (superintendente) nomeado pelo governo estadual                                                |                                              |
| 32 | Dorval Melquíades de Sousa          |                                | PRC    | 24 de abril de 1912     | 11 de dezembro de 1912  | Prefeito (superintendente) nomeado pelo governo estadual                                                |                                              |
| 33 | Henrique Rupp Júnior                |                                | PRC    | 11 de dezembro de 1912  | 31 de janeiro de 1913   | Vice-prefeito (superintendente substituto) nomeado ao cargo de prefeito (superintendente)               |                                              |
| 34 | Dorval Melquíades de Sousa          |                                | PRC    | 1º de fevereiro de 1913 | 22 de julho de 1913     | Prefeito (superintendente) nomeado pelo governo estadual                                                |                                              |
| 35 | João da Silva Ramos                 |                                | PRC    | 26 de janeiro de 1914   | 3 de novembro de 1914   | Vice-prefeito (superintendente substituto) nomeado ao cargo de prefeito (superintendente)               |                                              |
| 36 | Dorval Melquíades de Sousa          |                                | PRC    | 4 de novembro de 1914   | 1º de fevereiro de 1915 | Prefeito (superintendente) nomeado pelo governo estadual                                                |                                              |
| 37 | João da Silva Ramos                 |                                | PRC    | 2 de fevereiro de 1915  | 17 de julho de 1917     | Prefeito (superintendente) nomeado pelo governo estadual                                                |                                              |
| 38 | Dorval Melquíades de Sousa          |                                | PRC    | 17 de julho de 1917     | 10 de setembro de 1918  | Prefeito (superintendente) nomeado pelo governo estadual                                                |                                              |
| 39 | João da Silva Ramos                 |                                | PRC    | 10 de setembro de 1918  | 31 de dezembro de 1918  | Vice-prefeito (superintendente substituto) nomeado ao cargo de prefeito (superintendente)               |                                              |
| 40 | João Pedro de Oliveira Carvalho     |                                | PRC    | 1º de janeiro de 1919   | 14 de outubro de 1922   | Prefeito (superintendente) nomeado pelo governo estadual                                                |                                              |
| 41 | Abelardo Venceslau da Luz           |                                | PRC    | 14 de outubro de 1922   | 30 de janeiro de 1923   | Prefeito (superintendente) nomeado pelo governo estadual                                                |                                              |
| 42 | Antônio Mâncio da Costa             |                                | PRC    | 30 de janeiro de 1923   | 6 de fevereiro de 1923  | Vice-prefeito (superintendente substituto) nomeado ao cargo de prefeito (superintendente)               |                                              |
| 43 | Abelardo Venceslau da Luz           |                                | PRC    | 7 de fevereiro de 1923  | 28 de setembro de 1924  | Prefeito (superintendente) nomeado pelo governo estadual                                                |                                              |
| 44 | André Wendhausen Júnior             |                                | PRC    | 28 de setembro de 1924  | 25 de outubro de 1924   | Vice-prefeito (superintendente substituto) nomeado ao cargo de prefeito (superintendente)               |                                              |
| 45 | Fúlvio Aducci                       |                                | PRC    | 26 de outubro de 1924   | 23 de agosto de 1926    | Prefeito (superintendente) nomeado pelo governo estadual                                                |                                              |
| 46 | Heitor Blum                         |                                | PRC    | 23 de agosto de 1926    | 1º de janeiro de 1927   | Prefeito (superintendente) nomeado pelo governo estadual                                                |                                              |
| 47 | Heitor Blum                         |                                | PRC    | 1º de janeiro de 1927   | 28 de outubro de 1930   | Prefeito eleito                                                                                         |                                              |
| 48 |                                     | José da Costa Moellmann        |        | PP                      | 29 de outubro de 1930   | 21 de abril de 1933                                                                                     | Prefeito nomeado pelo governo estadual       |
| —  |                                     | João Batista da Costa Ferreira |        | PLC                     | 22 de abril de 1933     | 12 de maio de 1933                                                                                      | Prefeito interino                            |
| 49 | Dorval Melquíades de Sousa          |                                | PLC    | 13 de maio de 1933      | 18 de janeiro de 1935   | Prefeito nomeado pelo governo estadual                                                                  |                                              |
| —  |                                     | Aristides Batista Ramos        |        | PP                      | 19 de janeiro de 1935   | 2 de maio de 1935                                                                                       | Prefeito interino                            |
| 50 |                                     | Olívio Januário de Amorim      |        | PLC                     | 3 de maio de 1935       | 22 de julho de 1937                                                                                     | Prefeito nomeado pelo governo estadual       |
| 51 | Mauro Ramos                         |                                | PLC    | 27 de julho de 1937     | 4 de junho de 1938      | Prefeito nomeado pelo governo estadual                                                                  |                                              |
| 52 |                                     | Osvaldo Rodrigues Cabral       |        | PP                      | 5 de junho de 1938      | 25 de junho de 1938                                                                                     | Prefeito nomeado pelo governo estadual       |
| 53 |                                     | Mauro Ramos                    |        | PLC                     | 26 de junho de 1938     | 13 de janeiro de 1941                                                                                   | Prefeito nomeado pelo governo estadual       |
| 54 |                                     | Celso Fausto de Sousa          |        | PP                      | 13 de janeiro de 1941   | 2 de abril de 1941                                                                                      | Prefeito nomeado pelo governo estadual       |
| 55 |                                     | Rogério Vieira                 |        | Aliança Liberal         | 2 de abril de 1941      | 15 de março de 1945                                                                                     | Prefeito nomeado pelo governo estadual       |
| 55 | PSD                                 | Rogério Vieira                 |        |                         | 2 de abril de 1941      | 15 de março de 1945                                                                                     | Prefeito nomeado pelo governo estadual       |
| 56 |                                     | Pedro Lopes Vieira             |        | PSD                     | 15 de março de 1945     | 16 de julho de 1947                                                                                     | Prefeito nomeado pelo governo estadual       |

## Prefeitos (1945-1986)
| Nº | Nome | Nome                            | Imagem | Partido | Início do mandato       | Fim do mandato          | Observações                                          |
| -- | ---- | ------------------------------- | ------ | ------- | ----------------------- | ----------------------- | ---------------------------------------------------- |
| 56 |      | Pedro Lopes Vieira              |        | PSD     | 15 de março de 1945     | 16 de julho de 1947     | Prefeito nomeado pelo governo estadual               |
| 57 |      | Adalberto Tolentino de Carvalho |        | PSD     | 16 de julho de 1947     | 30 de janeiro de 1951   | Prefeito nomeado pelo governo estadual               |
| 58 |      | Paulo Fontes                    |        | UDN     | 1º de fevereiro de 1951 | 14 de novembro de 1954  | Prefeito nomeado pelo governo estadual               |
| 59 |      | Osmar Cunha                     |        | PSD     | 15 de novembro de 1954  | 21 de janeiro de 1959   | Prefeito eleito em sufrágio universal.               |
| —  |      | Dib Cherem                      |        | PSD     | 22 de janeiro de 1959   | 14 de novembro de 1959  | Prefeito interino                                    |
| 60 |      | Osvaldo Machado                 |        | PSD     | 15 de novembro de 1959  | 7 de abril de 1961      | Prefeito eleito em sufrágio universal.               |
| —  |      | Waldemar Vieira                 |        | PSD     | 8 de abril de 1961      | 3 de setembro de 1962   | Prefeito interino                                    |
| 61 |      | Osvaldo Machado                 |        | PSD     | 4 de setembro de 1962   | 30 de setembro de 1964  | Prefeito eleito em sufrágio universal.               |
| —  |      | Dakir Polidoro                  |        | PSD     | 1º de outubro de 1964   | 12 de outubro de 1964   | Prefeito interino                                    |
| 62 |      | Paulo Weber                     |        | ARENA   | 13 de outubro de 1964   | 30 de janeiro de 1966   | Prefeito eleito pela Câmara Municipal                |
| 63 |      | Acácio Garibaldi SãoThiago      |        | ARENA   | 31 de janeiro de 1966   | 21 de março de 1970     | Prefeito eleito em sufrágio universal.               |
| —  |      | Nagib Jabor                     |        | ARENA   | 22 de março de 1970     | 5 de maio de 1970       | Prefeito interino                                    |
| 64 |      | Ari Oliveira                    |        | ARENA   | 5 de maio de 1970       | 20 de novembro de 1973  | Prefeito nomeado pelo governo estadual               |
| 65 |      | Nilton Severo da Costa          |        | ARENA   | 21 de novembro de 1973  | 17 de março de 1975     | Prefeito nomeado pelo governo estadual               |
| —  |      | Waldemar Caruso                 |        | ARENA   | 17 de março de 1975     | 10 de junho de 1975     | Prefeito interino                                    |
| 66 |      | Dib Cherem                      |        | ARENA   | 11 de junho de 1975     | 5 de julho de 1975      | Prefeito nomeado pelo governo estadual               |
| 67 |      | Esperidião Amin                 |        | ARENA   | 6 de julho de 1975      | 14 de agosto de 1978    | Prefeito nomeado pelo governo estadual               |
| 68 |      | Nagib Jabor                     |        | ARENA   | 14 de agosto de 1978    | 1° de fevereiro de 1979 | Prefeito nomeado pelo governo estadual               |
| —  |      | Almir Saturnino de Britto       |        | PDS     | 2 de fevereiro de 1979  | 21 de fevereiro de 1979 | Presidente da câmara municipal assumiu como prefeito |
| 69 |      | Francisco de Assis Cordeiro     |        | PDS     | 21 de fevereiro de 1979 | 11 de abril de 1983     | Prefeito nomeado pelo governo estadual               |
| 70 |      | Cláudio Ávila da Silva          |        | PDS     | 11 de abril de 1983     | 7 de novembro de 1984   | Prefeito nomeado pelo governo estadual               |
| —  |      | Alcino Vieira                   |        | PDS     | 7 de novembro de 1984   | 1º de fevereiro de 1985 | Prefeito interino                                    |
| 71 |      | Aloísio Piazza                  |        | PMDB    | 1º de fevereiro de 1985 | 31 de dezembro de 1985  | Prefeito eleito pela câmara municipal                |

## Prefeitos (1986-2025)
| Nº | Prefeito (a)                   | Prefeito (a)                  | Imagem                                           | Partido                                          | Vice-prefeito (a)             | Partido                                          | Início do mandato                                              | Fim do mandato                                  | Observações                                                                   |
| -- | ------------------------------ | ----------------------------- | ------------------------------------------------ | ------------------------------------------------ | ----------------------------- | ------------------------------------------------ | -------------------------------------------------------------- | ----------------------------------------------- | ----------------------------------------------------------------------------- |
| 72 |                                | Edison Andrino                |                                                  | Partido do Movimento Democrático Brasileiro PMDB | Pedro Medeiros                | Partido do Movimento Democrático Brasileiro PMDB | 1º de janeiro de 1986                                          | 1º de abril de 1988                             | Prefeito eleito em sufrágio universal (1985).                                 |
| 73 |                                | Esperidião Amin               |                                                  | Partido Democrático Social PDS                   | Bulcão Viana                  | Partido da Frente Liberal PFL                    | 1º de janeiro de 1989                                          | 2 de abril de 1990                              | Prefeito eleito em sufrágio universal (1988).                                 |
| 74 |                                | Antônio Henrique Bulcão Viana |                                                  | Partido da Frente Liberal PFL                    | Cargo Vago                    | -                                                | 2 de abril de 1990                                             | 1º de janeiro de 1993                           | Vice-prefeito eleito em sufrágio universal. Assumiu após renúncia do titular. |
| 75 |                                | Sérgio Grando                 |                                                  | Partido Popular Socialista PPS                   | Afrânio Boppré                | Partido dos Trabalhadores PT                     | 1º de janeiro de 1993                                          | 1º de janeiro de 1997                           | Prefeito eleito em sufrágio universal (1992).                                 |
| 76 |                                | Ângela Amin                   |                                                  | Partido Progressista Brasileiro PPB              | Péricles Prade                | Partido da Social Democracia Brasileira PSDB     | 1º de janeiro de 1997                                          | 1º de janeiro de 2001                           | Prefeita eleita em sufrágio universal (1996).                                 |
| 76 | Murillo Capella                | Ângela Amin                   | Partido da Frente Liberal PFL                    | Partido Progressista Brasileiro PPB              | 1º de janeiro de 2001         | 1º de janeiro de 2005                            | Prefeita reeleita em sufrágio universal (2000).                |                                                 |                                                                               |
| 77 |                                | Dário Berger                  |                                                  | Partido da Social Democracia Brasileira PSDB     | Bita Pereira                  | Partido da Social Democracia Brasileira PSDB     | 1º de janeiro de 2005                                          | 1º de janeiro de 2009                           | Prefeito eleito em sufrágio universal (2004).                                 |
| 77 |                                | Dário Berger                  | Partido do Movimento Democrático Brasileiro PMDB | João Batista                                     | Partido da República PR       | 1º de janeiro de 2009                            | 1º de janeiro de 2013                                          | Prefeito reeleito em sufrágio universal (2008). |                                                                               |
| 78 |                                | Cesar Souza Jr                |                                                  | Partido Social Democrático PSD                   | João Amin                     | Progressistas PP                                 | 1º de janeiro de 2013                                          | 1º de janeiro de 2017                           | Prefeito eleito em sufrágio universal (2012).                                 |
| 79 |                                | Gean Loureiro                 |                                                  | Movimento Democrático Brasileiro MDB             | João Batista                  | Partido da Social Democracia Brasileira PSDB     | 1º de janeiro de 2017                                          | 1º de janeiro de 2021                           | Prefeito eleito em sufrágio universal (2016).                                 |
| 79 |                                | Gean Loureiro                 | Democratas DEM                                   | Topázio Neto                                     | Republicanos REP              | 1° de janeiro de 2021                            | 31 de março de 2022                                            | Prefeito reeleito em sufrágio universal (2020). |                                                                               |
| 80 |                                | Topázio Neto                  |                                                  | Republicanos (2020-2022)                         | Cargo Vago                    | -                                                | 31 de março de 2022                                            | 1° de janeiro de 2025                           | Vice-prefeito eleito em sufrágio universal. Assumiu após renúncia do titular. |
| 80 | Partido Social Democrático PSD | Topázio Neto                  |                                                  |                                                  | Cargo Vago                    | -                                                | 31 de março de 2022                                            | 1° de janeiro de 2025                           | Vice-prefeito eleito em sufrágio universal. Assumiu após renúncia do titular. |
| 80 | Partido Social Democrático PSD | Topázio Neto                  | Maryanne Mattos                                  | Partido Social Democrático PSD                   | 1° de janeiro de 2025 - Atual | 1° de janeiro de 2025 - Atual                    | Prefeito reeleito e vice eleita em sufrágio universal. (2024). |                                                 |                                                                               |